# Bélgica nos Jogos Olímpicos de Verão de 1996
A Bélgica participou dos Jogos Olímpicos de Verão de 1996 em Atlanta, Estados Unidos.

## Desempenho

### Atletismo
Masculino
| Prova          | Atleta | Preliminares | Preliminares | Quartas | Quartas   | Semifinal   | Semifinal   | Final       | Final       |
| Prova          | Atleta | Marca        | Posição      | Marca   | Posição   | Marca       | Posição     | Marca       | Posição     |
| -------------- | ------ | ------------ | ------------ | ------- | --------- | ----------- | ----------- | ----------- | ----------- |
| Erik Wymeersch | 100 m  | 10s24        | 3º/bat. 2 Q  | 10s37   | 5º/bat. 2 | Não avançou | Não avançou | Não avançou | Não avançou |